# Ley concursal
La ley concursal es la denominación utilizada para designar al conjunto de normas sustantivas y procesales que regulan el procedimiento concursal de toda clase de deudores (personas físicas o jurídicas).

## Ley concursal en España
Un procedimiento concursal duraba años, incluso décadas. Durante este proceso la Seguridad Social recurría a su procedimiento ejecutivo y en menos de dos años sacaba bienes a subasta. Igual ocurría con la Hacienda pública, los trabajadores, ayuntamientos ... etc. Como resultado, estos entes nunca participaban en el reparto de pérdidas, o lo hacían en mucha menor medida que los demás. A estos privilegios pone fin la Ley 22/2003, derogando todas estas normas que permitían venta de activos al margen del procedimiento de quiebra, etc. Esta Resolución trata de adaptar el funcionamiento interno de la Tesorería General de la Seguridad Social a la nueva ley. 
Esta norma modifica la Ley Orgánica del Poder Judicial norma base sobre la cual se articula todo el sistema judicial y el gobierno de los jueces en España. Tiene por objeto permitir la creación de juzgados especializados (los mercantiles) con funciones civiles, administrativas y sociales, así como las correspondientes secciones de las audiencias provinciales, también especializadas en esta materia. Es una norma con contenido sustantivo y procesal, que regula un único y nuevo procedimiento que sustituye a los anteriores de quiebra, suspensión de pagos, quita y espera, etc. Regula un único procedimiento, muy flexible, que los sustituye a todos. Junto a las normas importantes, existen “normas menores”, creando, al menos, un juzgado mercantil en cada capital de provincia, con un puesto de juez, secretario, y toda la oficina judicial.

### Reforma de la Ley Concursal de 2022
En 2022 se aprobó en España una importante reforma de la Ley Concursal (Ley 16/2022, de 5 de septiembre), con el objetivo de agilizar los procedimientos, facilitar la reestructuración de deudas y mejorar el acceso de las personas físicas a la exoneración del pasivo insatisfecho. Esta reforma supuso la transposición de la Directiva (UE) 2019/1023 sobre reestructuración e insolvencia, y estableció un nuevo marco para los concursos de acreedores, especialmente dirigido a autónomos, micropymes y consumidores.
Entre las principales novedades se encuentran:
- La introducción de un procedimiento especial para microempresas, más ágil y con menor carga documental.
- La mejora del mecanismo de segunda oportunidad, que permite la exoneración de deudas sin necesidad de liquidar todos los activos, en determinados supuestos.[5]
- Mayor protagonismo de los acuerdos extrajudiciales, mediación y refinanciación preconcursal.
- Nuevos plazos, criterios de tramitación preferente y herramientas digitales para simplificar el proceso.

Esta reforma busca equilibrar los intereses de acreedores y deudores, ofreciendo mayor seguridad jurídica y una vía más eficaz para la resolución de situaciones de insolvencia.